# Popa spurca
Espèce
Popa spurca est une espèce d'insectes de la famille des Deroplatyidae (ordre des Mantodea).

## Répartition
Cette espèce se rencontre en zone afrotropicale. Popa spurca comporte deux sous-espèces dont la limite de répartition sub-saharienne est le rift est-africain avec Popa spurca spurca présente à l'Ouest et Popa spurca crassa présente à l'Est.

## Description
L'animal est brun gris et mesure de l'ordre de 53 mm. 
Les mâles sont macroptères et des femelles mésoptères contrairement aux autres Popini chez lesquels les mâles sont mésoptères et les femelles brachyptères à microptères.
La tête est transversale en vue de dessus avec deux tubercules subconiques en arrière et des deux côtés et trois tubercules au milieu.
Le corps est très allongé avec le thorax quatre fois plus long que large, légèrement élargi au-dessus des hanches, rugueux mais lisse sur le dos et crénelé sur les côtés. L'abdomen est très allongé.
Les élytres sont hyalins et grisâtres, longitudinalement plus foncé avec une tache blanc sale et des nervures panachées de brunâtre. Les ailes sont hyalines brunâtres avec les nervures de la zone postérieurement bordées transversalement de blanc. 
Les pattes sont courtes et fortes. Les hanches sont sub triangulaires vers l'avant, élargies au-dessus de l'apex et à mi apex des fémurs. La tache apicale interne des hanches est brun noir.
L'apophyse phalloïde du lobe antérieur est absente.

### Popa spurca spurca
Cette sous-espèce est répandue dans toute l'Afrique au sud du Sahara, du Sénégal à l'Afrique du Sud, sauf en Afrique de l'Est. La population de Madagascar est associée à cette sous-espèce en raison de sa présence en Afrique du Sud et au Zimbabwe. 
Les tibias de certains mâles sont pourvus d'un lobe, d'autres ont un tibia légèrement lobé, tandis que d'autres encore sont dépourvus de lobe. Presque toutes les femelles présentent des tibias postérieurs avec un lobe central et un lobe subapical, ce dernier pouvant être pratiquement absent ou nettement réduit. 
Le rapport longueur/largeur moyen du pronotum est de 4,29, allant d'un minimum de 3,70 à un maximum de 5,12. Le rapport entre la longueur de la métazone et celle de la prozone varie d'un minimum de 2,77 à un maximum de 3,27.
La coloration de la zone anale des ailes métathoraciques varie peu chez le mâle. Elle est fumée et pas trop foncée avec un dense réseau de veinules hyalines transversales étroites mais pas trop fines. Le processus distal du phallomère ventral de l'appareil copulatoire du mâle est court et falciforme. L'apophyse phalloïde du phallomère gauche présente une pointe arrondie et dépasse légèrement le large lobe membraneux sous-jacent et densément épineux. 

### Popa spurca crassa
Cette sous-espèce est typique de l'Afrique de l'Est, de l’Éthiopie à la Tanzanie.
La seule différence avec l'espèce nominale concerne la forme de l'appareil copulatoire. Popa scurpa crassa possède un processus distal du phallomère ventral plus long et plus fin et l'extrémité de l'apophyse phalloïde ne s'étend pas sur le lobe membraneux épineux. 

## Comportement
Popa spurca imite la forme d'une brindille ce qui lui permet de se camoufler dans les branchages.

## Systématique
L'espèce Popa spurca a été nommé et décrite en 1856 par l'entomologiste suédois Carl Stål.

### Publication originale
- Stål, C. 1856. Orthoptera cursoria och Locustina från Cafferlandet. Öfversigt af Kongl. Vetenskaps-Akademiens Forhandlingar, 13: 165-170 (p.169)

### Sous-espèces
Cette espèce compte deux sous-espèces :
- Popa spurca spurca Stål, 1856
- Popa spurca crassa (Giglio-Tos, 1917)